# Hualca Hualca
La Hualca Hualca (quechua Wallqa Wallqa) è una montagna delle Ande del Perù. È alta 6025 metri.